# جوشکاری فلاش

انیمیشن عملیات فلاشینگ در جوشکاری فلاش

جوشکاری فلاش (به انگلیسی: Flash welding) نوعی جوشکاری مقاومتی است که در آن از هیچ فلز پرکننده‌ای استفاده نمی‌شود. قطعات فلزی که قرار است جوش داده شوند بر اساس ضخامت ماده، ترکیب مواد و خواص مورد نظر جوش در فاصله از پیش تعیین شده از قرار می‌گیرند. جریان به فلز وارد می‌شود و شکاف بین دو قطعه مقاومت ایجاد می‌کند و قوس مورد نیاز برای ذوب فلز را ایجاد می‌کند. هنگامی که قطعات فلزی به دمای مناسب رسیدند، به هم فشرده می‌شوند و به طور موثر به یکدیگر جوش داده می‌شوند. 

## مولفه‌های تاثیرگذار

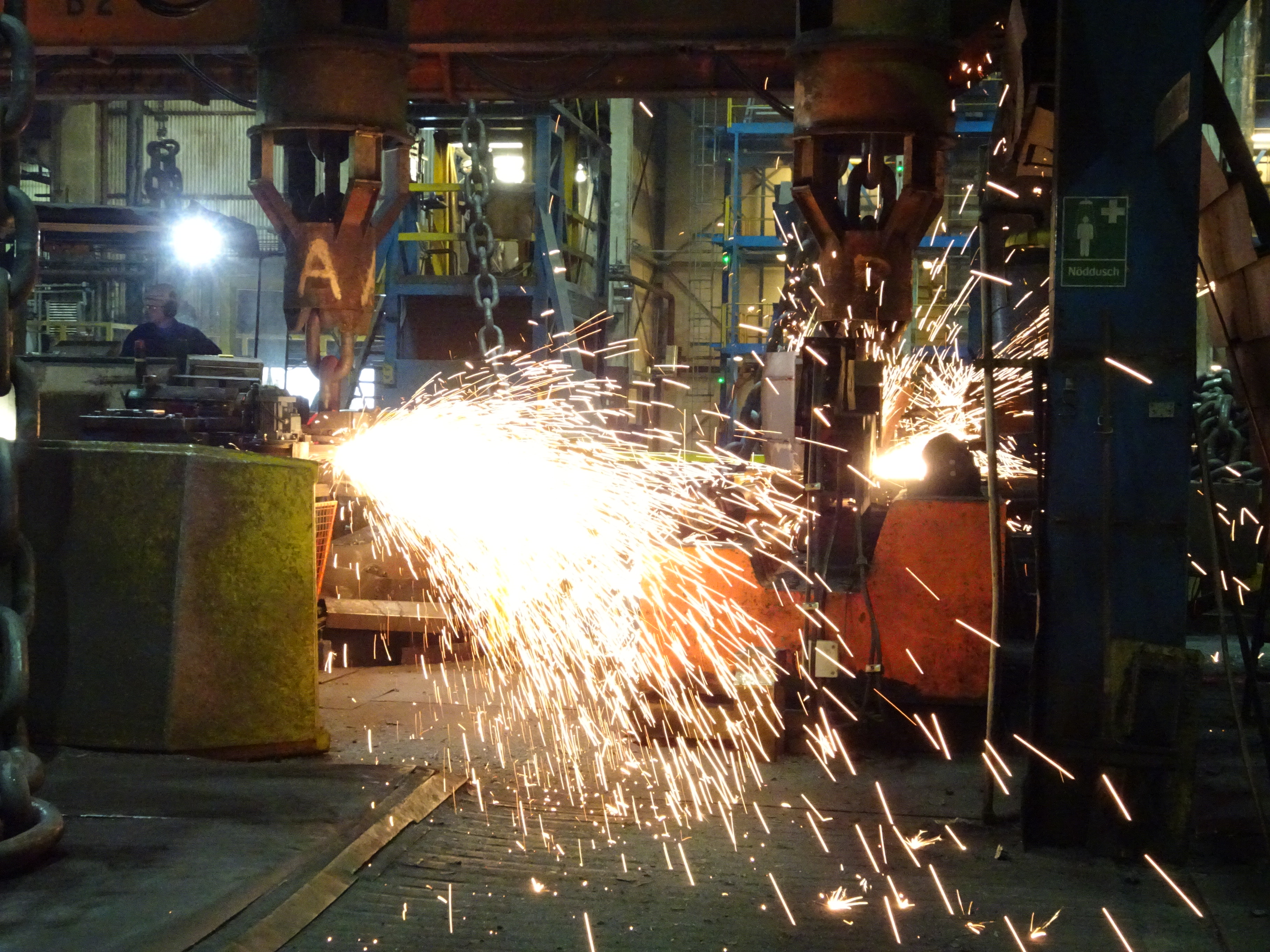
جوشکاری فلاش و سنگ زنی یک پیوند جدید روی زنجیر در حالت آویزان در Ramnäs ، کشور سوئد

بر اساس مطالعه ای که در Materials and Design منتشر شده است، چندین پارامتر بر محصول نهایی تاثیر می‌گذارد. زمان جرقه یا فلش زمانی است که قوس موجود است. زمان شکست (upset time) زمانی است که دو تکه به یکدیگر فشرده می‌شوند. زمان جرقه یا فلش می‌بایست بقدری زیاد باشد که فلز قبل از فشرده شدن، به‌اندازه کافی گرم شود. اما با افزایش زیاد از حد این زمان، مقدار بیشتری از فلز ذوب می‌شود. زمان upset برای تأمین خواص مطلوب نهایی بسیار ضروری است. در این زمان، هرگونه ناخالصی از فلز پایه خارج می‌شود تا کیفیت محصول نهایی عالی باشد. درصورتی‌که زمان upset بسیار کوتاه باشد، ممکن است ناخالصی‌ها کاملا خارج نشوند و کیفیت محصول نهایی مرغوب نباشد. همچنین این زمان در تعیین استحکام جوش نهایی بسیار مهم است. اگر این زمان کوتاه باشد ممکن است اتصال دو فلز به‌خوبی انجام نشود.
اغلب اوقات جوشکاری فلاش به جای زمان با فاصله کنترل می‌شود به طوری که این عملیات برای یک طول از پیش تعیین شده، مثلاً 5 میلی‌متر، قبل از شروع چرخه آشفتگی رخ می‌دهد. آشفتگی ممکن است با فاصله نیز کنترل شود. پارامتری برای اعمال نیروی آشفتگی تا زمانی که فاصله معینی به هم خورده باشد تنظیم می‌شود. به طور کلی فاصله بین دو جسم مهمتر از زمان آشوب است.
در پایان آشفتگی معمولاً یک "زمان نگه داشتن" وجود دارد که در طی آن مفصل ثابت نگه داشته می‌شود تا اتصال خنک شود و دو قطعه فلز کاملاً به هم متصل شوند.

## مزیت‌ها
جوشکاری فلاش به دلیل عملکرد عالی که از خود نشان داده همواره مزیت های فراوانی هم دارد که در ادامه به تعدادی از این مزایای  اشاره شده است. از مهمترین مزایای این شیوه جوشکاری می توان موارد زیر را نام برد:
1. برای انواع فلزات کاربرد دارد.
2. نیازی به تمیز کاری سطوح نیست.
3. نیاز به پر کردن میان دو فلز نیست.
4. ماندگاری و کیفیت بالایی دارد.
5. تمام ناخالصی‌ها در زمان جوش ذوب می‌شوند.
6. ایمنی بالایی دارد.
7. جرقه ندارد.
8. دود ندارد.

با استفاده از این روش جوشکاری می‌توان همواره هرنوع محصولاتی را تولید کرد و مورد استفاده قرار داد بدون این که در زمان استفاده دچار تغییر حالت و شکل شوند و یا ساختار خود را از دست بدهند. لازم به ذکر است که مزایای زیاد این روش جوشکاری باعث شده تا امروزه بسیاری از شرکت های تولیدی از این روش‌ها برای اتصال فلزات استفاده کنند. در جوشکاری فلاش اصولا با کمک جریان الکتریکی گرما ایجاد می‌شود و در نتیجه فلزات ذوب شده و با مقداری فشار به هم متصل می‌شوند.

## محدودیت‌ها
واضح‌ترین ایراد، قوس و چشمک زدن است که در طول فرآیند ایجاد می‌شود. این یک خطر احتمالی آتش سوزی است که در انتظار وقوع است که باید با هر جوشکاری به دقت مدیریت شود. هر فلاش تولید شده، یک فلز داغ است. فلزی که در طول فرآیند جوشکاری از بین می رود. این فلز به عنوان محصول فلاش در محل جوش قرار می گیرد که نیاز به تمیز کردن دستی دارد. و در نهایت، جوشکاری فلاش نیازمند دستگاه های جوشکاری حجیم و سنگین است که این کار را به کارگاه های اختصاصی یا تجهیزات طراحی شده محدود می کند.

## کاربردها

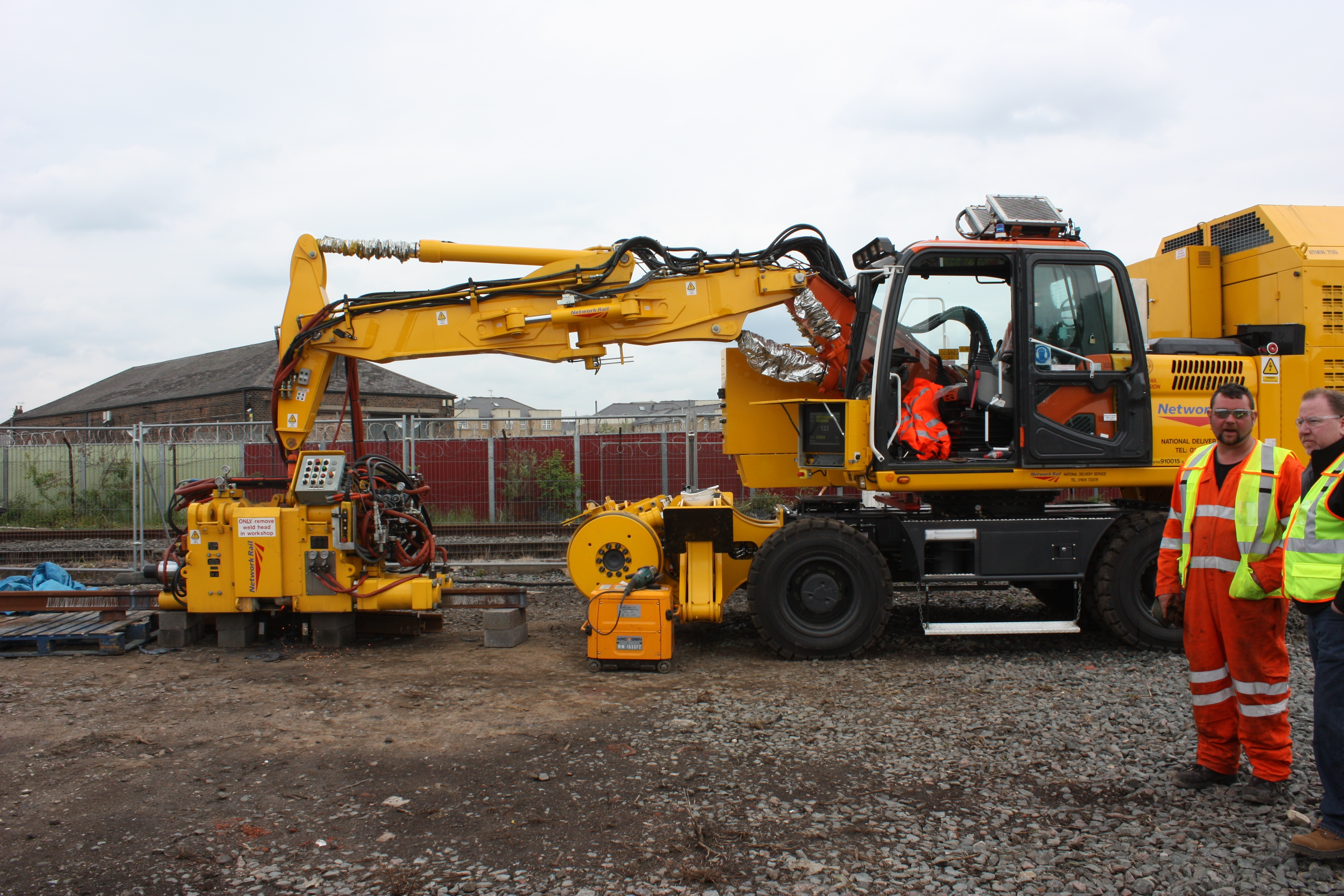
دستگاه جوش فلش شبکه ریل

راه‌آهن‌ها از جوشکاری فلش برای اتصال بخش‌های ریل خط اصلی به یکدیگر برای ایجاد ریل جوشی بلند (LWR) در شرایط کارخانه یا ریل جوشی پیوسته (CWR) در مسیر استفاده می‌کنند که بسیار هموارتر از ریل متصل به مکانیکی است زیرا هیچ شکافی بین بخش‌ها وجود ندارد. از راه آهن این ریل صاف تر، سایش خود ریل ها را کاهش می دهد و به طور موثر دفعات بازرسی و نگهداری را کاهش می دهد.  ریل جوشی پیوسته مخصوصاً در خطوط ریلی پرسرعت به دلیل صاف بودن سر ریل استفاده می شود. جوشکاری فلاش نیز مفید است زیرا امکان اتصال فلزات غیر مشابه از جمله فلزات غیرآهنی را فراهم می کند. این اجازه می دهد تا سوئیچ ها و گذرگاه ها، که عموماً از فولاد منگنز بالا تشکیل شده اند، به طور مؤثری با استفاده از یک درج فولاد ضد زنگ به ریل فولاد کربنی جوش داده شوند، در حالی که خواص مکانیکی مطلوب ریل ها و گذرگاه ها دست نخورده باقی می مانند.  توانایی این فرآیند واحد برای جوش دادن بسیاری از فلزات مختلف، با تنظیمات ساده پارامتر، آن را بسیار متنوع می کند. جوشکاری فلاش نیز در صنعت ساختمان فلزی برای افزایش طول آهن نبشی مورد استفاده برای ساخت تیرچه استفاده می شود. 
صنعت آلومینیوم از جوشکاری فلاش برای اتصال آلومینیوم، فولاد و مس در هادی های مختلف حامل جریان به نام شینه استفاده می کند. فولاد برای استحکام، مس برای رسانایی و آلومینیوم برای ترکیب هزینه و رسانایی آن استفاده می شود. 